# The Innocents
The Innocents es el tercer álbum del dueto inglés de synth pop Erasure. Fue lanzado originalmente en 1988 por Mute Records en el Reino Unido y por Sire/Reprise en los Estados Unidos. Fue producido por Stephen Hague y Dave Jacob. Luego de la salida del álbum de remezclas The Two Ring Circus en 1987, este álbum catapultó a Erasure al estrellato en su país natal y les dio la ansiada entrada en el Top 40 americano. The Innocents se convirtió en el primero de una serie de álbumes número 1 de Erasure en Inglaterra y, sumado a la alta rotación en MTV, dio lugar un importante éxito en los Estados Unidos. 
Todos los temas fueron escritos por Vince Clarke y Andy Bell.

## Listado de canciones
El álbum apareció en cuatro formatos, el estándar en disco de vinilo, en formato digital de disco compacto, en casete de cinta magnética de audio, así como en minidisco de Sony.
Edición en LP
| Lado A |                    |          |  |
| N.º    | Título             | Duración |  |
| 1.     | «A Little Respect» | 3:33     |  |
| 2.     | «Ship of Fools»    | 4:01     |  |
| 3.     | «Phantom Bride»    | 3:22     |  |
| 4.     | «Chains of Love»   | 3:37     |  |
| 5.     | «Hallowed Ground»  | 4:00     |  |

| Lado B |                       |          |  |
| N.º    | Título                | Duración |  |
| 1.     | «Sixty-five Thousand» | 3:23     |  |
| 2.     | «Heart of Stone»      | 3:19     |  |
| 3.     | «Yahoo!»              | 3:48     |  |
| 4.     | «Imagination»         | 3:28     |  |
| 5.     | «Witch in the Ditch»  | 3:43     |  |
| 6.     | «Weight of the World» | 3:39     |  |

Edición en CD
Contiene adicionalmente dos lados B, ya que esta era aún una suerte de edición de lujo.

| The Innocents |                                           |          |  |
| N.º           | Título                                    | Duración |  |
| 1.            | «A Little Respect»                        | 3:33     |  |
| 2.            | «Ship of Fools»                           | 4:01     |  |
| 3.            | «Phantom Bride»                           | 3:22     |  |
| 4.            | «Chains of Love»                          | 3:37     |  |
| 5.            | «Hallowed Ground»                         | 4:00     |  |
| 6.            | «Sixty-Five Thousand»                     | 3:23     |  |
| 7.            | «Heart of Stone»                          | 3:19     |  |
| 8.            | «Yahoo!»                                  | 3:48     |  |
| 9.            | «Imagination»                             | 3:28     |  |
| 10.           | «Witch in the Ditch»                      | 3:43     |  |
| 11.           | «Weight of the World»                     | 3:39     |  |
| 12.           | «When I Needed You» (Melancholic Mix)     | 4:22     |  |
| 13.           | «River Deep Mountain» (Private Dance Mix) | 7:02     |  |

Edición en MD
The Innocents sería de los pocos álbumes de Erasure que apareciera en el poco popularizado formato de minidisco de la casa Sony. Esta edición fue sólo para Europa, contiene los trece temas de la edición digital y actualmente ya no está disponible como el propio formato.

## Ubicación en las listas
The Innocents fue el primero de una serie de 5 álbumes número 1 de Erasure en Inglaterra. Dio lugar a dos importantes éxitos del dúo en el Billboard Hot 100, una ubicación en el top 50 del Billboard 200 y la certificación como disco de oro en los Estados Unidos, obtuvo el puesto 8 en Alemania y alcanzó el puesto número 3 en la Argentina.

## Créditos
Escrito por: Clarke/Bell excepto River Deep Mountain High escrita por: Barry/Greenwich/Spector.
- Productor: Stephen Hague.
- Ingeniero: Bob Kraushaar.
- Excepto: 
  - Ship Of Fools producido por: Stephen Hague y Dave Jacob. Ingeniero: Dave Jacob.
  - When I Needed You [Melancholic Mix] y River Deep Mountain High [Private Dance Mix]. Producidos por: Erasure.
- Instrumentos de viento: The Kick Horns (Roddy Lorimer, Tim Sanders, Simon Clark and Steve Sidwell) en Heart of Stone.
- Coros: Naomi Osborne y Caron Wheeler en Chains of Love y Yahoo!; Jane Ayre en Yahoo! y Weight Of The World.
- Diseño: Paul Khera y Slim Smith.
- Imagen de tapa: Vitrales con las imágenes de Santiago y Carlomagno en la Catedral de Chartres.

### Datos adicionales
El instrumental Sixty-Five Thousand es un homenaje a la canción Pennsylvania 6-5000 de Glenn Miller.

## Innocents
Innocents es la segunda grabación en vivo del dúo Erasure, realizada en el marco del Innocents Tour, como presentación de su álbum The Innocents y su EP Crackers International.
Innocents presenta la actuación que la banda hizo el 15 de noviembre de 1988 en el teatro NEC, en Birmingham, Inglaterra.
Contenido
1. Chains of Love
2. A Little Respect
3. The Circus
4. Hardest Part
5. Push Me Shove Me
6. Spiralling
7. Hollowed Ground
8. Oh L'Amour
9. Who Needs Love Like That
10. Stop!
11. Victim of Love
12. Ship of Fools
13. Knocking on Your Door
14. Sometimes

Créditos
Todos los temas escritos por (Clarke/Bell).

Diseño de arte por Me Company.

Fotografía: Adrian Boot.

Director: David Croft.

Coros: Valerie Chalmers - Emma Chalmers.

Percusión: Jonti

Trompeta: Guy Barker
Datos adicionales
Este VHS se llamó Innocents y no The Innocents.

## The Innocents - Edición 2009
Para celebrar el 21 aniversario de la edición original, se editó una versión remasterizada con un CD extra y un DVD. El corte de difusión de dicho álbum fue Phantom Bride, que originalmente había sido pensado como cuarto sencillo del disco cuando se publicó por vez primera.
En el disco remasterizado está el concierto del VHS del The Innocents Tour Innocents más 2 canciones perdidas del video que no se incluyó en el VHS 

| Disco uno, CD |                                                |          |  |
| N.º           | Título                                         | Duración |  |
| 1.            | «A Little Respect»                             | 3:31     |  |
| 2.            | «Ship of Fools»                                | 4:01     |  |
| 3.            | «Phantom Bride»                                | 3:31     |  |
| 4.            | «Chains of Love»                               | 3:36     |  |
| 5.            | «Hallowed Ground»                              | 4:00     |  |
| 6.            | «Sixty-Five Thousand»                          | 3:23     |  |
| 7.            | «Heart of Stone»                               | 3:19     |  |
| 8.            | «Yahoo!»                                       | 3:48     |  |
| 9.            | «Imagination»                                  | 3:27     |  |
| 10.           | «Witch in the Ditch»                           | 3:34     |  |
| 11.           | «Weight of the World»                          | 3:38     |  |
| 12.           | «When I Needed You» (Melancholic Mix)          | 4:22     |  |
| 13.           | «River Deep Mountain High» (Private Dance Mix) | 7:02     |  |

| Disco dos, CD |                                                      |          |  |
| N.º           | Título                                               | Duración |  |
| 1.            | «Ship of Fools» (Shiver Me Timbers Mix)              | 7:35     |  |
| 2.            | «When I Needed You»                                  | 4:00     |  |
| 3.            | «River Deep High Mountain» (versión de 7”)           | 3:20     |  |
| 4.            | «Chains of Love» (The Unfettered Mix)                | 8:24     |  |
| 5.            | «Don't Supose» (Country Joe Mix)                     | 5:58     |  |
| 6.            | «The Good, the Bad and the Ugly» (The Dangerous Mix) | 4:42     |  |
| 7.            | «A Little Respect» (12” House Mix)                   | 6:44     |  |
| 8.            | «Like Zsa Zsa Zsa Gabor» (Mark Freegard Mix)         | 4:56     |  |
| 9.            | «Love is Colder tan Death»                           | 2:13     |  |
| 10.           | «Phantom Bride» (en vivo)                            | 4:08     |  |
| 11.           | «Heart of Stone» (en vivo)                           | 3:37     |  |
| 12.           | «Hallowed Ground» (en vivo)                          | 3:56     |  |
| 13.           | «Witch in the Ditch» (en vivo)                       | 3:53     |  |

| Disco tres, DVD |                                                                                         |          |  |
| N.º             | Título                                                                                  | Duración |  |
| 1.              | «Chains of Love» (en vivo en el NEC de Birmingham el 15 de noviembre de 1988)           | 3:40     |  |
| 2.              | «A Little Respect» (en vivo en el NEC de Birmingham el 15 de noviembre de 1988)         | 3:30     |  |
| 3.              | «The Circus» (en vivo en el NEC de Birmingham el 15 de noviembre de 1988)               | 3:52     |  |
| 4.              | «The Hardest Part» (en vivo en el NEC de Birmingham el 15 de noviembre de 1988)         | 4:18     |  |
| 5.              | «Push Me Shove Me» (en vivo en el NEC de Birmingham el 15 de noviembre de 1988)         | 3:23     |  |
| 6.              | «Spiralling» (en vivo en el NEC de Birmingham el 15 de noviembre de 1988)               | 4:29     |  |
| 7.              | «Hallowed Ground» (en vivo en el NEC de Birmingham el 15 de noviembre de 1988)          | 3:20     |  |
| 8.              | «Oh L'Amour» (en vivo en el NEC de Birmingham el 15 de noviembre de 1988)               | 3:50     |  |
| 9.              | «Who Needs Love Like That» (en vivo en el NEC de Birmingham el 15 de noviembre de 1988) | 3:18     |  |
| 10.             | «Stop!» (en vivo en el NEC de Birmingham el 15 de noviembre de 1988)                    | 3:26     |  |
| 11.             | «Victim of Love» (en vivo en el NEC de Birmingham el 15 de noviembre de 1988)           | 3:18     |  |
| 12.             | «Ship of Fools» (en vivo en el NEC de Birmingham el 15 de noviembre de 1988)            | 3:42     |  |
| 13.             | «Knocking on Your Door» (en vivo en el NEC de Birmingham el 15 de noviembre de 1988)    | 4:02     |  |
| 14.             | «Sometimes» (en vivo en el NEC de Birmingham el 15 de noviembre de 1988)                | 2:49     |  |
| 15.             | «Witch in the Ditch» (en vivo en el NEC de Birmingham el 15 de noviembre de 1988)       | 4:02     |  |
| 16.             | «Gimme! Gimme! Gimme!» (en vivo en el NEC de Birmingham el 15 de noviembre de 1988)     | 4:14     |  |
| 17.             | «Ship of Fools» (Going Live! el 27 de febrero de 1988)                                  | 3:34     |  |
| 18.             | «A Little Respect» (en vivo en Top of the Pops el 6 de octubre de 1988)                 | 3:10     |  |
| 19.             | «The Innocents» (especial de la BBC de 12 de diciembre de 1998)                         | 35:46    |  |
| 20.             | «Ship of Fools» (video promocional)                                                     | 4:00     |  |
| 21.             | «Chains of Love» (video promocional)                                                    | 3:41     |  |
| 22.             | «A Little Respect» (video promocional)                                                  | 3:33     |  |